# Атабаєво (Лаїшевський район)
Атаба́єво (тат. Атабай, рос. Атабаево) — село в Лаїшевському районі Республіки Татарстан (Росія). Підпорядковане Атабаєвському сільському поселенню. Населення складають татари.
Атабаєво розташоване за 56 км (за іншими відомостями за 65 км) на південь від Казані. Село знаходиться на березі Куйбишевського водосховища, на невеликому безіменному півострові, утвореному в місці злиття вод Ками і Волги. Західні околиці села межують із кордоном Саралинської ділянки Волзько-Камського біосферного заповідника.
Найближчий населений пункт — присілок Макаровка, що лежить за 2 км на північний схід. Із цим та іншими населеними пунктами Атабаєво зв'язують дві дороги. Крім них до транспортної інфраструктури цього села належить тільки пристань. Основні підприємства Атабаєво — це птахоферма, що спеціалізується на вирощуванні качок, та база відпочинку. У селі також діє філіал Сбербанку Росії.

## Етимологія
Існує декілька версій походження назви цього населеного пункту. За однією, перші жителі села звели свої будинки на місці, рівному наче сковорода (татарською це слово звучить як «таба»). Від нього спочатку утворилась назва Табай, яка потім трансформувалась в Атабай. Російські поселенці почали вимовляти її за характерною для них звичкою як Атабаєво. За іншою версією, село назване на честь багатого татарина Атабая. Він запам'ятався селянам тим, що хоча і прийняв православ'я, однак не дозволив односельчанам змінити віру предків. Оскільки навколо Атабаєво здавна мешкають кряшени (християнизовані татари), то ця версія видається більш вірогідною.

## Історія
Археологічна експедиція, проведена в 1950-х роках А. П. Смірновим і А. Х. Халіковим, виявила в околицях сучасного Атабаєво сліди прадавніх поселень (людські останки, посуд). Втім, точна дата появи тут постійних мешканців невідома. Перші писемні згадки про цей населений пункт датують періодом Казанського ханства.
Після встановлення кріпацтва селяни Атабаєво стали підпорядковуватись поміщикам Макарову й Апанаєву. Ті, кому не вистачало роботи в поміщицьких садибах, працювали на вирубках, у волзьких кар'єрах і вантажниками на пристанях. При цьому більшість мешканців села залишались незаможними через малий розмір власних наділів, тому атабаївчани часто повставали: 1557 року брали участь у сольовому бунті, 1671-го — у повстанні Степана Разіна, 1774-го — у селянській війні Омеляна Пугачова. У XVIII і першій половині XIX століть мешканці Атабаєво належали до категорії державних селян. На той час їхнім заняттями були землеробство і скотарство. Корінне населення Атабаєво складали татари, тому за відомостями 1859 року в ньому існувала мечеть. На початок XX століття в селі діяли вже дві мечеті, мектеб та сім крамниць, що торгували дрібним крамом. Станом на цей час земельний наділ сільської громади становив 557,5 десятин.
До 1920 року село було підпорядковане Саралинській волості Лаїшевського уїзду Казанської губернії. 1920 року воно увійшло до складу Лаїшевського кантону Татарської АРСР. Надалі цей населений пункт міняв своє адміністративне підпорядкування: з 14 лютого 1927 року належав до Лаїшевського району, з 1 лютого 1963 року включений до складу Пестречинського, однак вже 12 січня 1965 знову підпорядкований Лаїшевському.
Жителі Атабаєво брали участь у Жовтневому перевороті 1917 року і громадянській війні, яку він спричинив. У цих подіях багато з них стали на бік комуністів. Так, 1923 року в селі постала комсомольська і піонерська ланки. Агітаційна і просвітницька робота, яку проводили комсомольці, привернула до них багатьох прибічників, тому вже 1929 року у селі було створено колгосп «Камський». Створення Куйбишевського водосховища у 1956—1957 роках передбачало затоплення значної частини атабаївських угідь, через що жителям села і сусіднього присілка Єпанчино в 1952—1953 роках запропонували переселитися в Бурятію. Віддаленість нового помешкання від батьківщини змусила селян опиратися відселенню, тому влада обмежилась переселенням їх на нові ділянки неподалік тих, що мали опинитися в зоні затоплення. В цей же період в Атабаєво створили спецліспромгосп (спеціальне лісопромислове господарство), до якого влаштовувались вихідці з інших регіонів Росії.
1957 року колгосп і спецліспромгосп об'єднали в радгосп «Комсомольський». Брак землі, придатної для обробітку, знову дався взнаки, тому в радгоспі обрали нову для Татарстану галузь виробництва — птахівництво, а точніше, вирощування качок, для відгодівлі яких була придатна акваторія водосховища. Радгосп успішно розвивався і в 1970-х роках став одним із найбагатших у республіці. Період 1970—1990-х років відзначився стрімким розвитком соціальної інфраструктури села. В ті часи в Атабаєво були відкриті середня школа, бібліотека, будинок культури, дитячий садок, магазин, автоматична телефонна станція. Розпад СРСР сприяв відродженню етнічних традицій, релігійної і національної культури в Атабаєво, зокрема, тут почали діяти мечеть і народний ансамбль «Бібінур». 1998 року завершили газифікацію села.

## Відомі люди
- Гата Нуруллін — драматичний актор, народний артист Татарстану, засновник першого татарського театру;
- Ільяс Якупов — татарський танцюрист, перший заслужений артист Татарстану;
- Кабір Нігматзянов — заслужений працівник культури Татарстану, заслужений вчитель РРФСР;
- Наіля Ібрагімова — народна артистка Татарстану;
- Ринат Абдрахманов — доктор технічних наук, професор, заслужений механізатор Татарстану, автор і раціоналізатор багатьох винаходів[2].